# 보그 (스타 트렉)

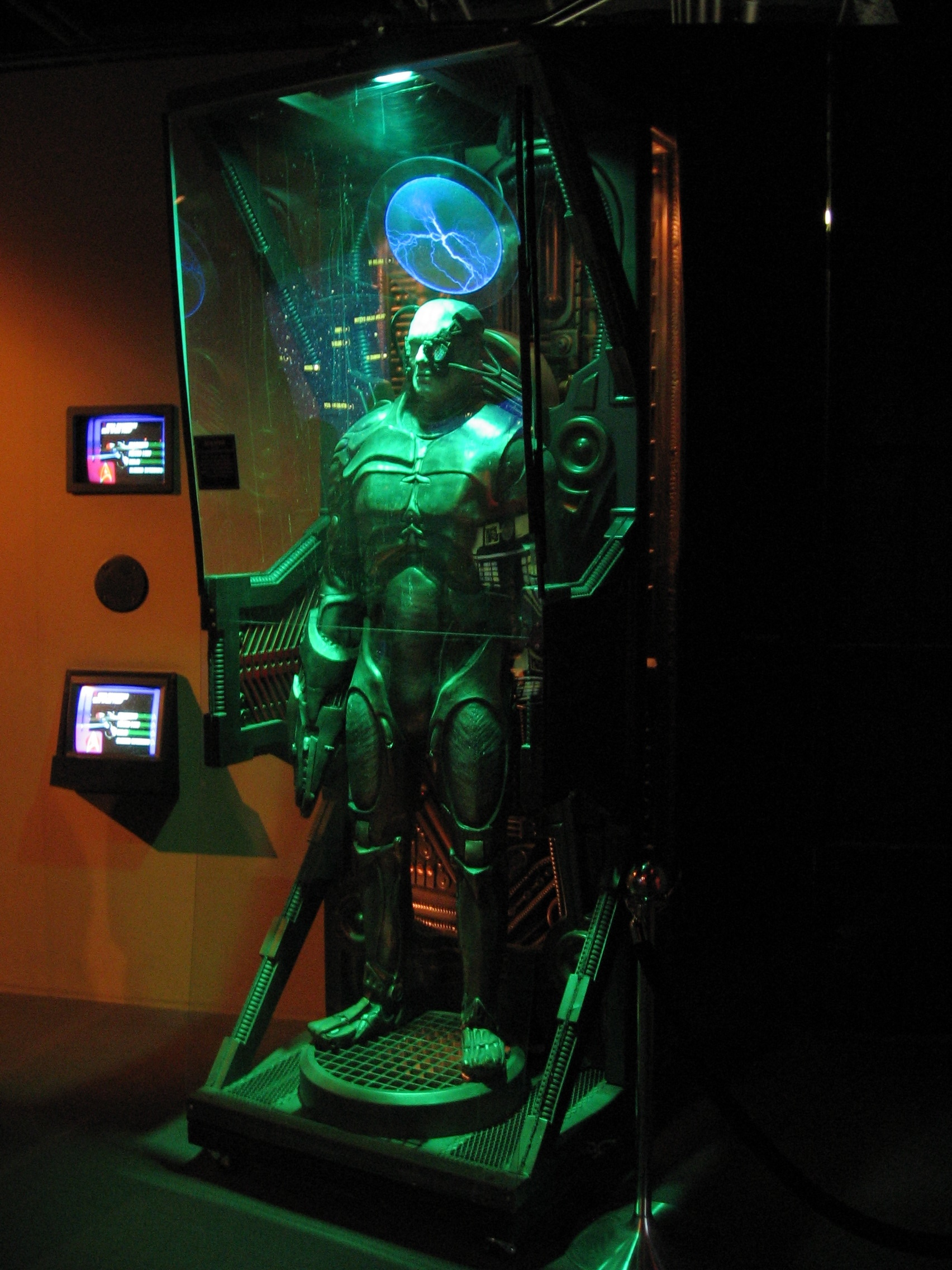

보그(영어: Borg Collective)는 스타 트렉에서 출연하는 매우 강력한 외계 종족 중 하나로 델타 사분면에서 살고 있으며 스타 트렉: VOY(보이저)에 의하면, 70,000광년 떨어져 있다고 한다.(USS 보이저 (NCC-74656)에 의함)
보그들은 '여왕'(Queen)을 중심으로 하나의 연속체를 이루며 살고 있다. 15세기경부터 출현한 이 외계 종족은 침략 시 "우리는 보그다. 실드를 내리고 우리에게 항복하라. 너희들의 생물학적, 공학적 성질을 우리의 것으로 만들어질 것이다. 너희들의 문화는 우리를 위해 적용될 것이다. 저항은 무의미하다.(We are the Borg. Lower your shields and surrender your ships. We will add your biological and technological distinctiveness to our own. Your culture will adapt to service us. Resistance is futile.)"라고 말하며 타 종족에게로 다가와서 타 종족을 동화시킨다. 이러한 이유는 모든 종족을 동화시켜 완전한 생명체를 만들기 위한 것이라 한다. 보그들은 이렇게 동화시킨 종족을 이름이 아닌 숫자로 부른다.
그러나 보그도 제8472종족에는 못 당해서, 8472의 바이오 쉽이 보그 큐브 1척을 파괴할 수 있을 정도로 약한 경우도 있다. 8472의 바이오 쉽 8척의 무기 출력이 하나의 중심 바이오 쉽으로 모이면 그 중심 바이오 쉽이 무기를 쏘았을 때 웬만한 지구형 행성 하나를 파괴할 수 있다.
함선은 가로 3킬로미터, 세로 3킬로미터, 높이 3킬로미터의 "보그 큐브"(Borg Cube, 17만 명 규모), 지름 1200미터의 "보그 스피어"(Borg Sphere, 2만 명 규모) 등 다양하다. 함선 한대로 웬만한 함대 하나를 파괴할 수 있다.(실제로 2367년의 연방과 보그의 첫 전투인 울프 359 전투에서 보그 큐브 한척이 연방함선 39척을 격침시켰다.)
또한, 이들은 트랜스워프 중추를 가지고 있는데 이것은 우리 은하 전체에 6개 밖에 없다. 이것을 이용하여 수만 광년 이상 떨어진 곳에 단 몇 시간만에 갈 수 있다. (마지막에 USS 보이저도 이 트랜스워프 중추를 사용하여 귀환하였다.)
2372년에 발발한 섹터 001 전투에서는 보그 큐브 1척과 연방 함선 60척이 전투를 벌였는데 30척이 파괴되었다고 한다. 물론 이 전투는 연방의 승리로 끝났는데 이는 USS 엔터프라이즈 (NCC-1701-E)의 선장인 쟝 룩 피카드 함장이 보그에 동화되었던 적이 있었고, 때문에 보그 큐브의 제일 약한 곳을 알았기 때문이다.
지금까지 보그들이 완전동화 또는 개별동화(1명 이상 동화)하는데 성공한 종족으로는, 제5618종족(인간), 제2008종족(벌컨), 제3000종족(카대시안), 제3030종족(클링온), 제3067종족(로뮬런) 등이 있다. 그리고 동화에 완전히 실패한 종족은 8472종족이 유일하다. 보그 여왕은 제125종족이다.
동화 과정에서, 보그에 동화된 개인은 보그 집합체에 의해 분수로 된 이름을 부여받는다. 예를 들면, 7 of 9(9분의 7), 4 of 12(12분의 4), 5 of 6(6분의 5) 등이 있다. 그러나 매우 드물게 보그 여왕에 의해 독자적인 이름을 부여받는 경우도 있는데, 그 예로 피카드 함장이 동화되었을 때 보그로부터 "로큐터스"(Locutus of Borg)라는 이름을 부여받았다.(이 이름은 여왕이 다시 피카드를 만날 때에도 여왕이 그렇게 부른다.) 한편, 이렇게 보그 여왕에 의해 독자적인 이름을 부여받은 보그 여럿이 <스타 트렉 온라인>에 등장하는데, 마누스(Manus of Borg; 인간), 아르메크(Armek of Borg; 클링온), 토스크(Tosk of Borg; 리먼) 등이 있다.